# Deiphobe incisa
Deiphobe incisa es una especie de mantis de la familia Mantidae.

## Distribución geográfica
Se encuentra en India y Birmania.